# Argostemma unifolioloides
Argostemma unifolioloides är en måreväxtart som beskrevs av George King. Argostemma unifolioloides ingår i släktet Argostemma och familjen måreväxter. Inga underarter finns listade i Catalogue of Life.